# Claudio Sulser
Claudio Sulser (* 8. Oktober 1955 in Lugano) ist ein ehemaliger Schweizer Fussballspieler, der seit Ende seiner aktiven Laufbahn als Rechtsanwalt und Sportfunktionär tätig ist.

## Werdegang
Sulser wechselte 1973 von FC Mendrisio-Stabio zu Vevey-Sports. Am 1. Januar 1977 verpflichtete ihn der Grasshopper Club Zürich, bei dem er neun Jahre lang als Stürmer verpflichtet war und vierfacher Landesmeister wurde. Danach wechselte er zum FC Lugano, um seine Karriere in der Tessiner Heimat zu beenden. Als Mittelstürmer erzielte Sulser viele schöne Tore, vollbrachte akrobatische Kunststücke, war ein guter Penaltyschütze und vor allem – von Gegenspielern und wegen seiner Eigenwilligkeit auch von Mitspielern – gefürchteter Meister im Dribbling. Im Spiel gegen England (1981) schoss er ein Tor, nachdem er vier gegnerische Verteidiger auf engem Raum hatte ins Leere laufen lassen.
Sulser überstand mehrere Zwangspausen, darunter vier Knieoperationen, und wurde in der Saison 1978/79 Torschützenkönig im europäischen Meistercup (heute: UEFA Champions League).
Sulser absolvierte insgesamt 49 Länderspiele für die Schweizer Fussballnationalmannschaft und erzielte dabei 13 Tore.
Ein finanziell lukratives Engagement in Italien lehnte er auf dem Höhepunkt seiner Karriere ab – auch mit Rücksicht auf seine berufliche Ausbildung. Neben Inter Mailand  war er auch von Bergamo sowie aus den Niederlanden von Eindhoven angefragt worden. Claudio Sulser absolvierte während seiner aktiven Jahre als Spitzenfussballer ein Jura-Studium, das er mit dem Doktorgrad abschloss. Er arbeitet heute als Rechtsanwalt in Lugano und ist Präsident einer Tessiner Privatbank. Als Sportfunktionär ist er unter anderem als Mitglied der Fachkommission für Dopingbekämpfung der Swiss Olympic Association aktiv.
Von 2010 bis 2012 war er Vorsitzender der Ethikkommission des Fussball-Weltverbands FIFA. Im Mai 2013 wurde er auf dem FIFA-Kongress in Mauritius zum Vorsitzenden der Disziplinarkommission gewählt und wurde Mitglied der FIFA-Arbeitsgruppe gegen Rassismus und Diskriminierung.
Von 2016 bis 2019 war er als Nachfolger von Peter Stadelmann Delegierter der Nationalmannschaft. Sein Nachfolger wurde hier Pierluigi Tami, nun mit dem Titel eines Direktors der Nationalmannschaft.

## Erfolge
(alle mit dem Grasshopper-Club)
- Schweizer Meister: 1978, 1982, 1983, 1984.
- Schweizer Cup: 1983.
- Spieler des Jahres (Schweiz): 1982.
- Nationalliga A Torschützenkönig: 1980, 1982.
- Torschützenkönig im Europapokal der Landesmeister (11 Tore): 1978/79.